# خانه باغ غیاثی
خانه باغ غیاثی یا عمارت غیاثی؛ نام خانه‌ای تاریخی مربوط به دورهٔ پهلوی است و در شهرستان عشق‌آباد، روستای منصوریه واقع شده و این اثر در تاریخ ۱۶ اسفند ۱۳۸۴ با شمارهٔ ثبت ۱۴۸۵۸ به‌عنوان یکی از آثار ملی ایران به ثبت رسیده است.